# Leptosia nina
Leptosia nina — дневная бабочка из семейства белянок (Pieridae).

## Описание
Бабочки мелких и средних размеров, светло окрашенные. Голова округлая, глаза голые. Усики постепенно утолщаются к вершине. Верхняя сторона крыльев беловатая с крупными чёрными округлыми пятнами. Нижняя сторона крыльев несет на себе мраморный рисунок из буроватых и зеленых полей на белом фоне

## Ареал
Индийский субконтинент, Юго-Восточная Азия и Австралия. Населяют открытые биотопы — опушки лесов, поляны, обочины дорог, луга, берега рек и ручьев, реже поля.

## Подвиды

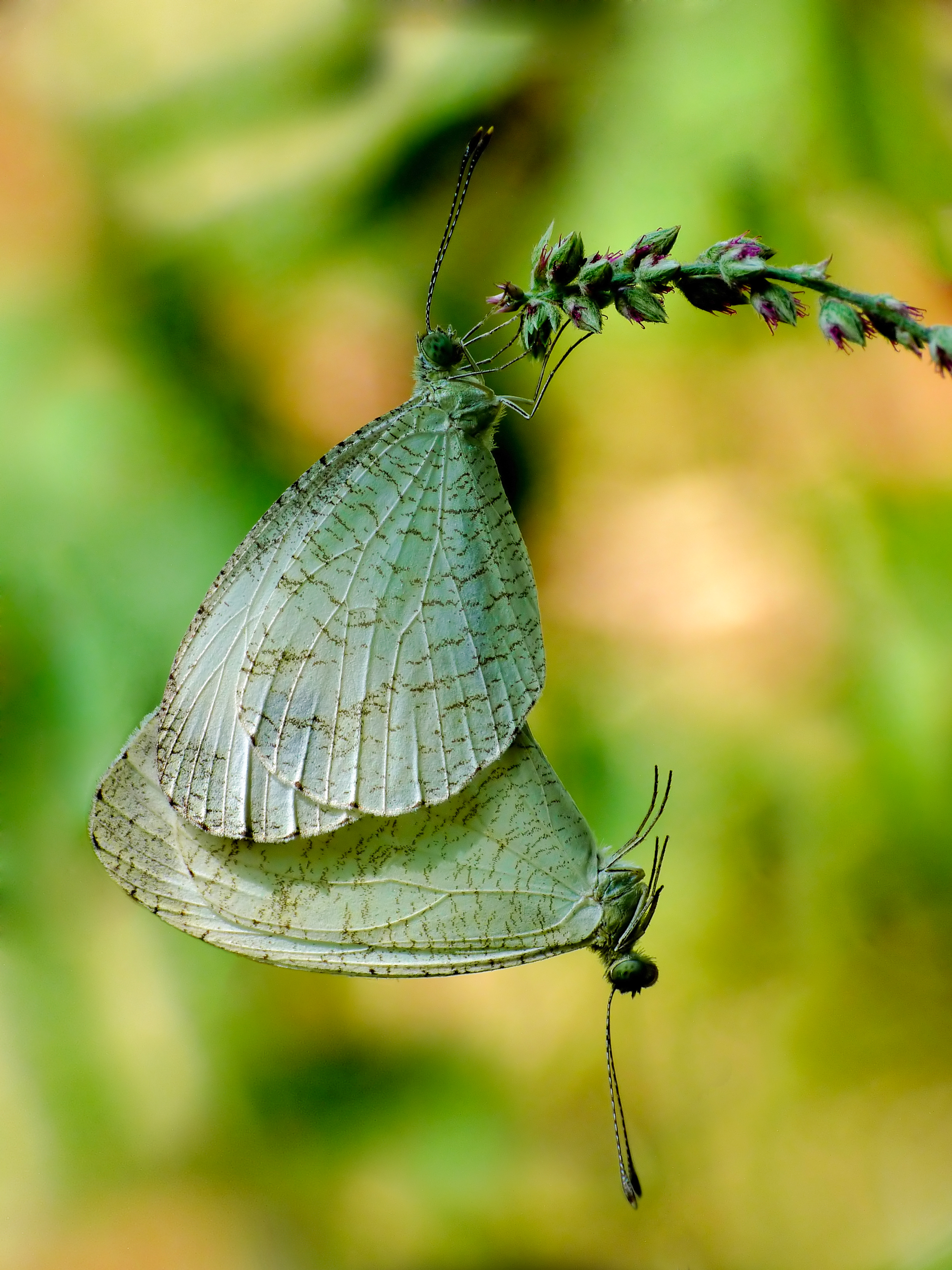
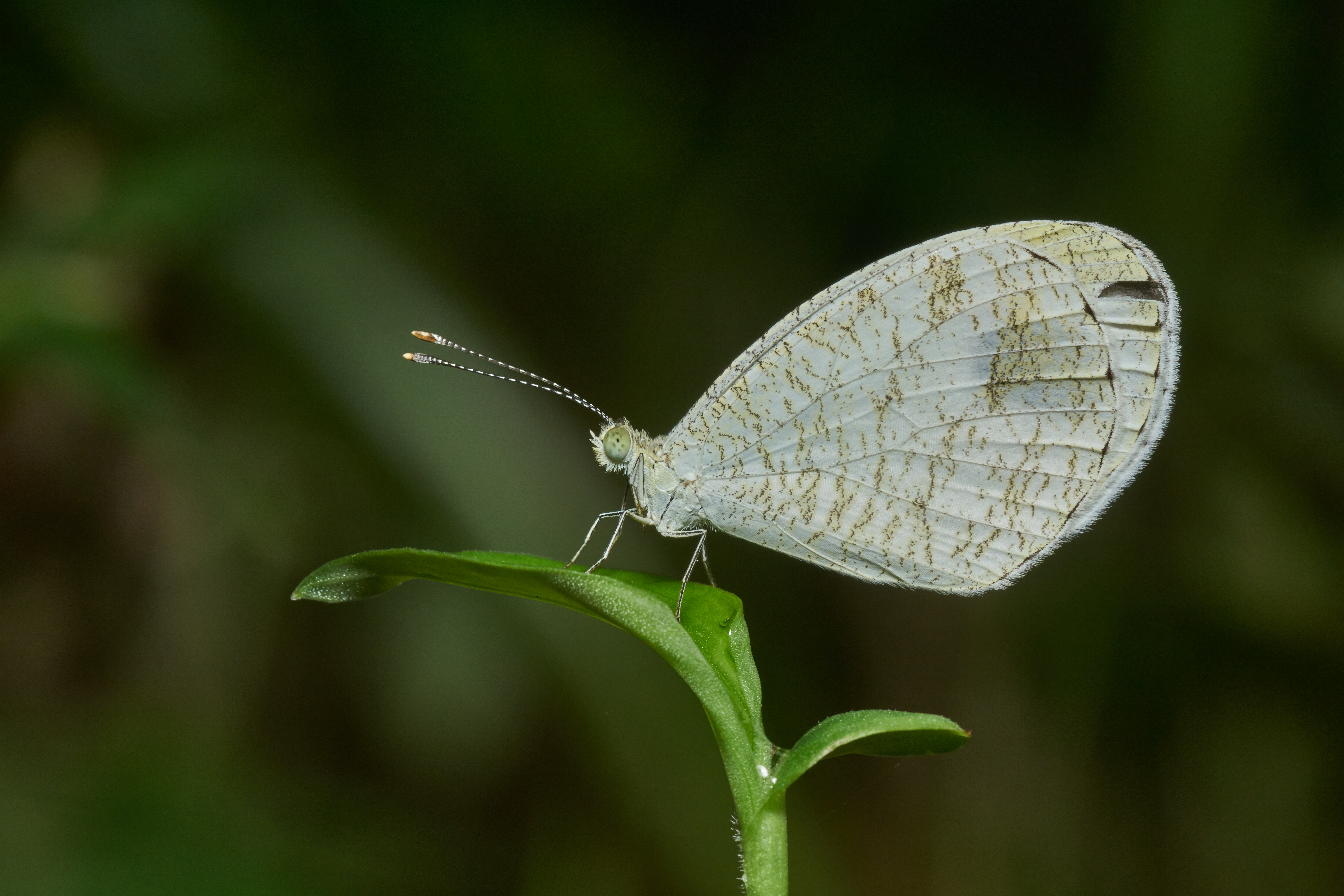
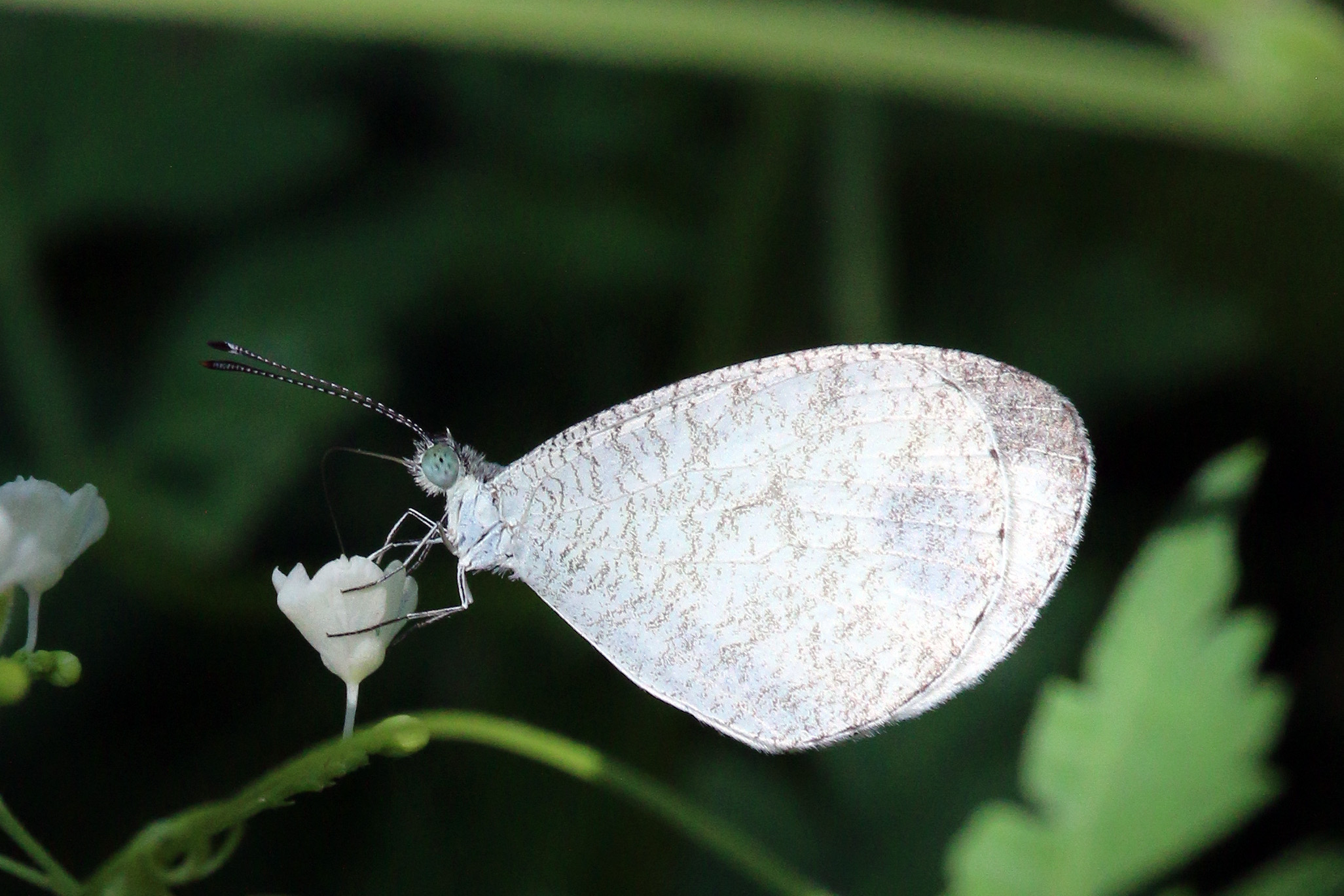
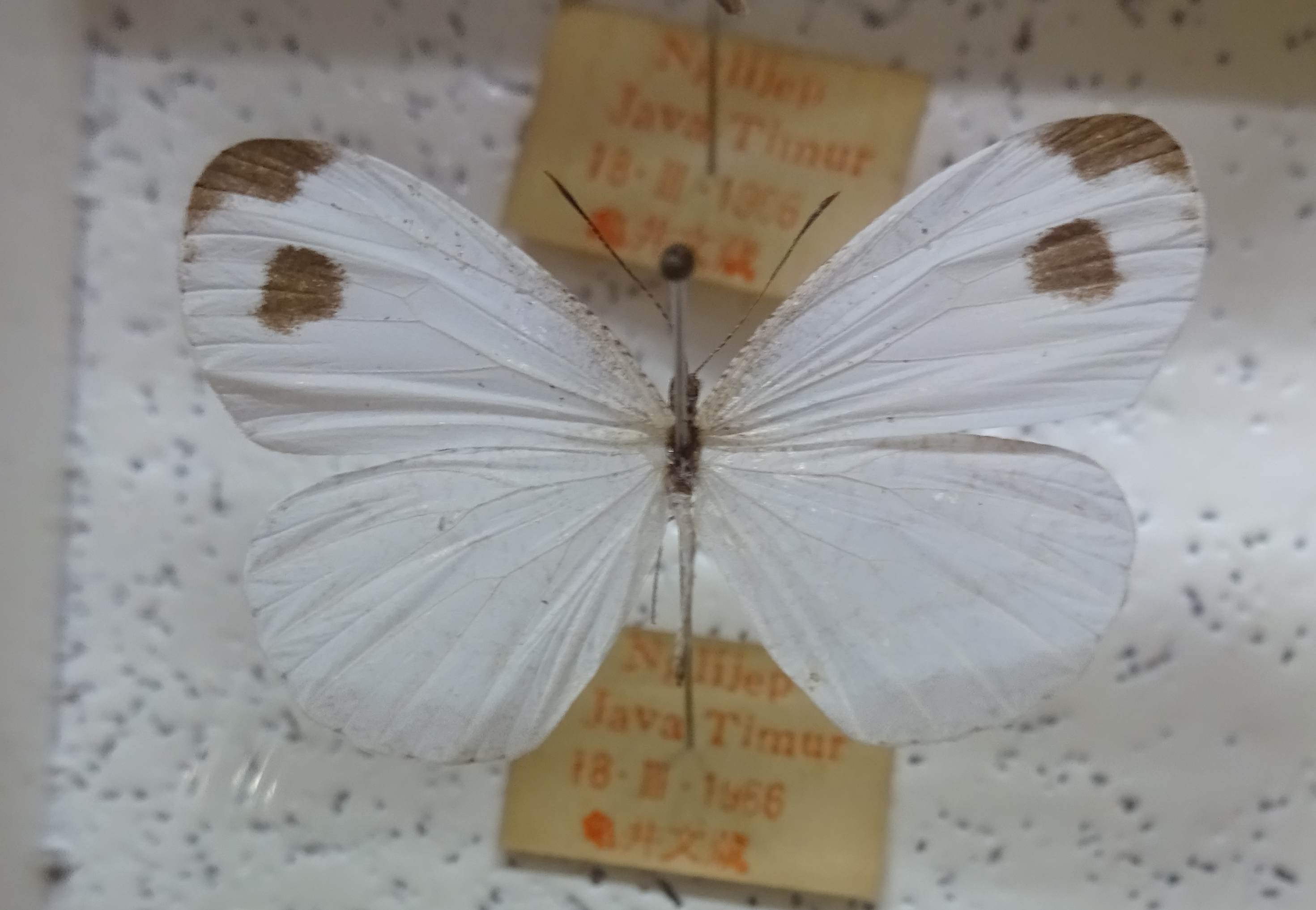
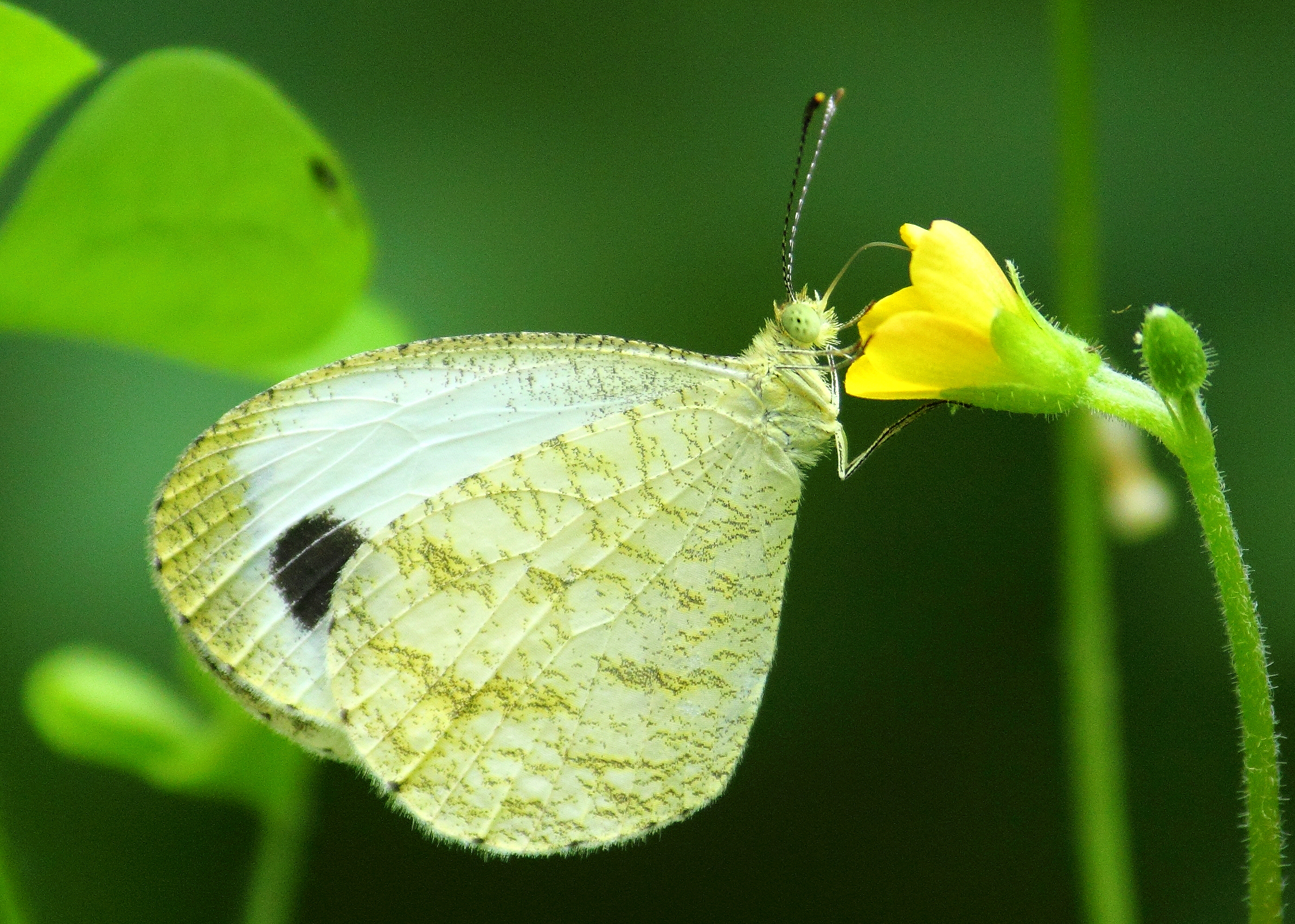

Выделяют следующие подвиды:
- L. n. aebutia Fruhstorfer, 1910
- L. n. chlorographa Hübner, [1813]
- L. n. comma Fruhstorfer, 1903 (
- L. n. dione (Wallace, 1867)
- L. n. fumigata Fruhstorfer, 1903
- L. n. georgi Fruhstorfer
- L. n. malayana Fruhstorfer, 1910
- L. n. nicobarica (Doherty, 1886)
- L. n. nina
- L. n. niobe (Wallace, 1866)
- L. n. terentia Fruhstorfer